# Bakr Sidqi
Bakr Ṣidqī (in arabo بكر صدقي ‎?; Kirkuk, 1890 – Mosul, 12 agosto 1937) è stato un generale iracheno.
Egli era curdo di nascita e, come molti uomini ambiziosi che vivevano nell'impero ottomano, si arruolò nell'esercito turco-ottomano fin da giovane. Di sentimenti nazionalistici e favorevole all'affrancamento arabo dal giogo turco, nondimeno egli trascorse i suoi anni più formativi in quello che era essenzialmente un esercito coloniale.
Ṣidqī fu promosso generale dal re Fayṣal quando l'Iraq divenne un Paese indipendente dopo la prima guerra mondiale e trascorse gran parte del suo tempo a reprimere le rivolte tribali assire dell'Eufrate negli anni trenta. Nell'agosto del 1933 Ṣidqī ordinò all'esercito iracheno di marciare verso nord per colpire i militanti separatisti assiri nella cittadina di Sumayl, presso Mosul, che portò all'uccisione di tremila civili assiri.
A ottobre del 1936, durante il regno di Ghāzī, figlio di Fayṣal, Ṣidqī (che all'epoca era comandante dell'esercito iracheno), portò a segno un colpo di Stato militare, probabilmente il primo nel mondo arabo in età contemporanea, mirante a sovvertire l'ordinamento dello Stato. Come capo del gruppo nazionalista specificamente iracheno (in ciò allineato con i sentimenti del suo sovrano), effettuò un attacco a sorpresa dei posti chiave governativi di Baghdad, allontanando dal potere il primo ministro Yasin al-Hashimi per portare alla guida di un nuovo governo il nazionalista turkmeno Hikmet Suleyman.
Ṣidqī guidò di fatto la politica dell'Iraq, fin quando i militari (radunati nel cosiddetto "quadrato d'oro") non gli tolsero il loro appoggio. Fu assassinato all'aeroporto di Mosul da un familiare di Ja'far al-'Askari, ucciso nel corso del colpo di Stato che lo aveva portato al potere. Come risultato di tutto ciò Ḥikmet Suleymān presentò al re Ghazi le proprie dimissioni da primo ministro e gli succedette Jamil al-Midfa'i.